# Everyday (Slade)
Everyday is een single van Slade. Het is afkomstig van hun album Old new borrowed and blue. De single werd geschreven door Noddy Holder en Jim Lea. Het idee kwam van Lea toen hij aan zijn vrienden probeerde uit te leggen hoe hij een lied schreef. Mevrouw Lea zong alvast wat en Lea en Holder maakten het later af. Het lied liet een stijlbreuk horen. Het is een ballad en Slade had niet eerder een ballad als single uitgegeven. Everyday was bijna in de vergetelheid als lp-track beland, maar muziekproducent Chas Chandler vond het een release als single waard. De band dacht daar in eerste instantie anders over, maar liet zich overhalen.
Dave Hill, de vaste gitarist van Slade, speelde niet mee op Everyday, hij was op huwelijksreis. Lea speelde naast basgitaar dus ook gitaar.

## Hitnotering
Het plaatje haalde in diverse landen de hitparade, maar werd lang zo populair niet als haar voorganger.

### Nederlandse Top 40
| Hitnotering: week 18 t/m 26 in 1974 | Hitnotering: week 18 t/m 26 in 1974 | Hitnotering: week 18 t/m 26 in 1974 | Hitnotering: week 18 t/m 26 in 1974 | Hitnotering: week 18 t/m 26 in 1974 | Hitnotering: week 18 t/m 26 in 1974 | Hitnotering: week 18 t/m 26 in 1974 | Hitnotering: week 18 t/m 26 in 1974 | Hitnotering: week 18 t/m 26 in 1974 | Hitnotering: week 18 t/m 26 in 1974 | Hitnotering: week 18 t/m 26 in 1974 |
| Week:                               | 1                                   | 2                                   | 3                                   | 4                                   | 5                                   | 6                                   | 7                                   | 8                                   | 9                                   |                                     |
| ----------------------------------- | ----------------------------------- | ----------------------------------- | ----------------------------------- | ----------------------------------- | ----------------------------------- | ----------------------------------- | ----------------------------------- | ----------------------------------- | ----------------------------------- | ----------------------------------- |
| Positie:                            | 26                                  | 12                                  | 7                                   | 6                                   | 4                                   | 5                                   | 10                                  | 15                                  | 26                                  | uit                                 |

### NederlandseDaverende 30
| Hitnotering: 27-4-1974 t/m 28-6-1974 | Hitnotering: 27-4-1974 t/m 28-6-1974 | Hitnotering: 27-4-1974 t/m 28-6-1974 | Hitnotering: 27-4-1974 t/m 28-6-1974 | Hitnotering: 27-4-1974 t/m 28-6-1974 | Hitnotering: 27-4-1974 t/m 28-6-1974 | Hitnotering: 27-4-1974 t/m 28-6-1974 | Hitnotering: 27-4-1974 t/m 28-6-1974 | Hitnotering: 27-4-1974 t/m 28-6-1974 | Hitnotering: 27-4-1974 t/m 28-6-1974 | Hitnotering: 27-4-1974 t/m 28-6-1974 |
| Week:                                | 1                                    | 2                                    | 3                                    | 4                                    | 5                                    | 6                                    | 7                                    | 8                                    | 9                                    |                                      |
| ------------------------------------ | ------------------------------------ | ------------------------------------ | ------------------------------------ | ------------------------------------ | ------------------------------------ | ------------------------------------ | ------------------------------------ | ------------------------------------ | ------------------------------------ | ------------------------------------ |
| Positie:                             | 30                                   | 24                                   | 12                                   | 8                                    | 6                                    | 4                                    | 8                                    | 14                                   | 29                                   | uit                                  |

### BelgischeBRT Top 30
| Hitnotering: 11-5-1974 t/m 28-6-1974 | Hitnotering: 11-5-1974 t/m 28-6-1974 | Hitnotering: 11-5-1974 t/m 28-6-1974 | Hitnotering: 11-5-1974 t/m 28-6-1974 | Hitnotering: 11-5-1974 t/m 28-6-1974 | Hitnotering: 11-5-1974 t/m 28-6-1974 | Hitnotering: 11-5-1974 t/m 28-6-1974 | Hitnotering: 11-5-1974 t/m 28-6-1974 | Hitnotering: 11-5-1974 t/m 28-6-1974 |
| Week:                                | 1                                    | 2                                    |                                      |                                      | 3                                    |                                      | 4                                    |                                      |
| ------------------------------------ | ------------------------------------ | ------------------------------------ | ------------------------------------ | ------------------------------------ | ------------------------------------ | ------------------------------------ | ------------------------------------ | ------------------------------------ |
| Positie:                             | 17                                   | 25                                   | x                                    | x                                    | 20                                   | x                                    | 29                                   | uit                                  |

### UK Singles Chart
| Hitnotering: 6-4-1974 t/m 24-5-1974 | Hitnotering: 6-4-1974 t/m 24-5-1974 | Hitnotering: 6-4-1974 t/m 24-5-1974 | Hitnotering: 6-4-1974 t/m 24-5-1974 | Hitnotering: 6-4-1974 t/m 24-5-1974 | Hitnotering: 6-4-1974 t/m 24-5-1974 | Hitnotering: 6-4-1974 t/m 24-5-1974 | Hitnotering: 6-4-1974 t/m 24-5-1974 | Hitnotering: 6-4-1974 t/m 24-5-1974 |
| Week:                               | 1                                   | 2                                   | 3                                   | 4                                   | 5                                   | 6                                   | 7                                   |                                     |
| ----------------------------------- | ----------------------------------- | ----------------------------------- | ----------------------------------- | ----------------------------------- | ----------------------------------- | ----------------------------------- | ----------------------------------- | ----------------------------------- |
| Positie:                            | 6                                   | 4                                   | 3                                   | 7                                   | 13                                  | 24                                  | 43                                  | uit                                 |